# Erik Eriksen (modstandsmand)
 Der er flere personer med dette navn, se Erik Eriksen (flertydig).
Erik Eriksen (født 25. december 1910 i Hammelev, død 28. februar 1945 i koncentrationslejren Neuengamme) var en dansk stationsmester i Hammelev og aktivt medlem af modstandsbevægelsen i samme by.
Han var leder af den kommunistiske Hammelev-gruppe, som holdt møder i bomhuset ved Hammelev Station samt stod bag jernbanesabotage. De blev dog afsløret og anholdt 12. oktober 1944, og Eriksen kom først i Frøslevlejren og dernæst i koncentrationslejren Neuengamme, hvor han døde.
Erik Eriksen er desuden far til forfatterinden Inge Eriksen.